# マンリウス氏族

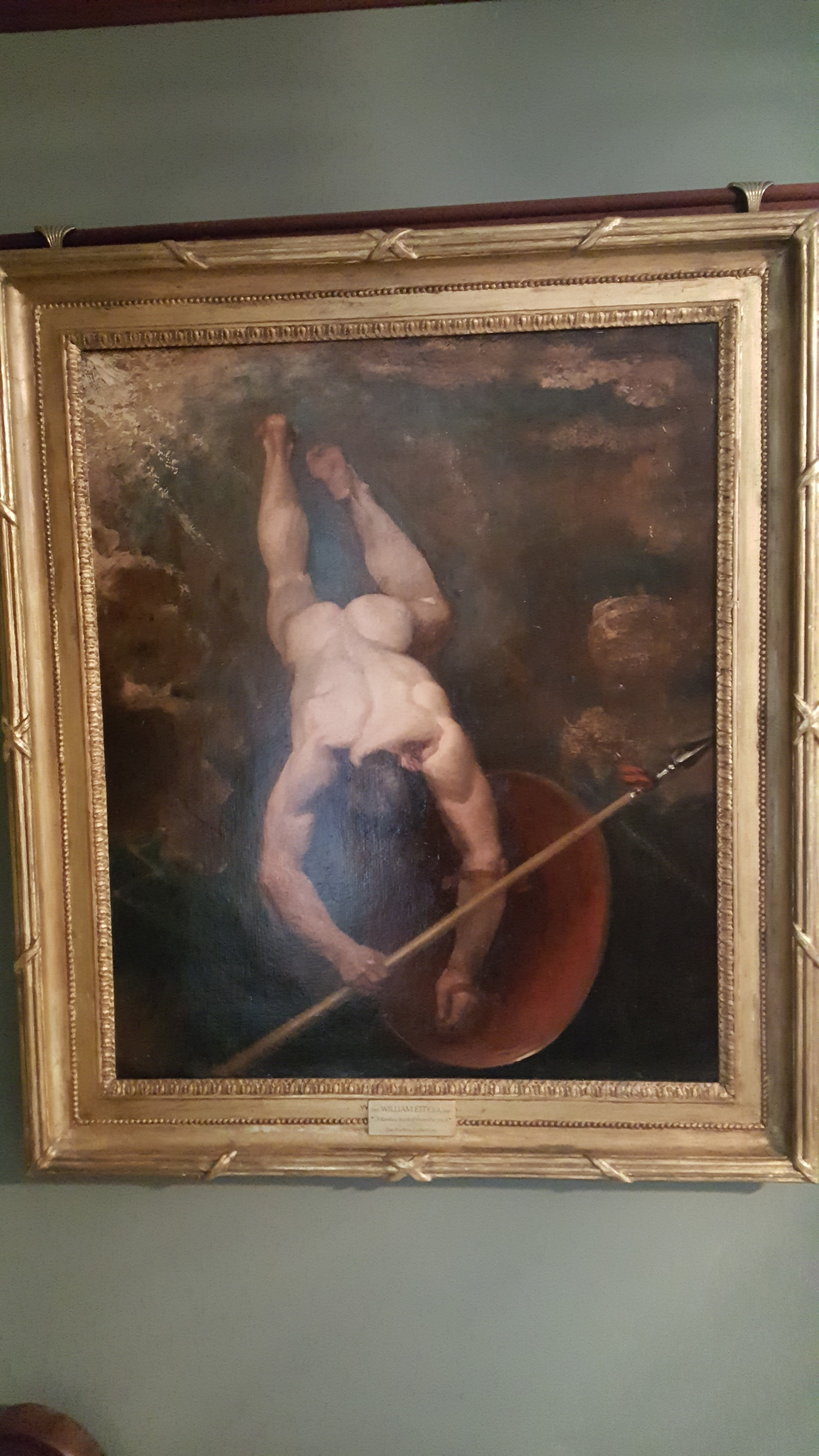
ウィリアム・エッティ画、『岩から突き落とされたマンリウス』(1818年)

マンリウス氏族 (ラテン語: Gens Manlia) は、古代ローマの氏族のひとつ。ほとんどがパトリキ出身で紀元前2世紀中盤まで執政官を輩出している。マルクス・マンリウス・カピトリヌスが叛逆罪で処刑されて以降、マルクスのプラエノーメンは使用されていない。

## パトリキ系

### ウルソ系
- プブリウス
  - グナエウス・マンリウス・キンキナトゥス：紀元前480年の執政官[1]
    - アウルス・マンリウス・ウルソ (紀元前474年の執政官)：第一次十人委員会のメンバー[2]
- プブリウス
  - マルクス・マンリウス・カピトリヌス (紀元前434年の執政武官)[3]
- ルキウス・マンリウス・カピトリヌス：紀元前422年の執政武官[4]
- マルクス・マンリウス・ウルソ：紀元前420年の執政武官[5]
- グナエウス
  - マルクス

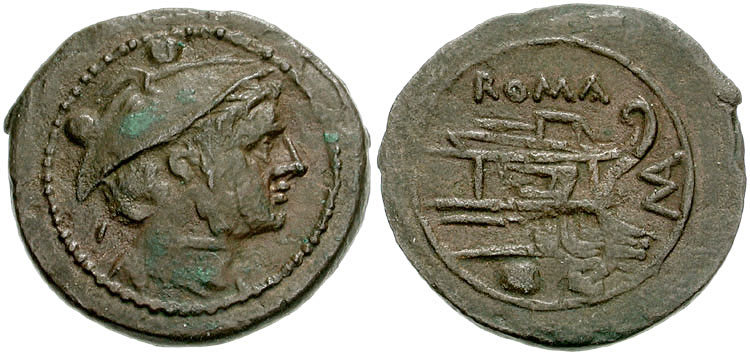
恐らくプブリウス・マンリウス・ウルソによって紀元前210年頃サルディニアで鋳造されたアス (青銅貨)

    - プブリウス・マンリウス・ウルソ：紀元前400年の執政武官[6]

  - アウルス
    - クィントゥス・マンリウス・ウルソ・カピトリヌス：紀元前396年の執政武官[7]
    - アウルス・マンリウス・ウルソ・カピトリヌス：紀元前405年、402年、397年の執政武官[8]
      - プブリウス・マンリウス・カピトリヌス：紀元前379年、367年の執政武官[9]
      - ルキウス・マンリウス・カピトリヌス・インペリオスス：紀元前363年の独裁官[10]
- アウルス
  - ティトゥス
    - マルクス・マンリウス・カピトリヌス：紀元前392年の執政官[11]。ガリア人からカピトリヌスを守るも後に叛逆罪で処刑
    - アウルス・マンリウス・カピトリヌス：紀元前389年、387年？、385年、383年、370年の執政武官[12]
- プブリウス
  - アウルス
    - ルキウス・マンリウス・ウルソ・ロングス：紀元前256年、250年の執政官[13]
- ルキウス・マンリウス・ウルソ：紀元前218年の外人プラエトル[14]

- プブリウス・マンリウス・ウルソ：紀元前210年のサルディニア担当プラエトル。カルタゴ艦隊の攻撃に対応[15]
- ルキウス・マンリウス・ウルソ：紀元前197年のプラエトル。シキリア担当[16]
- プブリウス・マンリウス・ウルソ：紀元前195年のプラエトル。ヒスパニア・ウルテリオル担当。大カトの下で働く[17]
- ルキウス
  - グナエウス
    - グナエウス・マンリウス・ウルソ：紀元前189年の執政官[18]
    - アウルス・マンリウス・ウルソ (紀元前178年の執政官)[19]
- ルキウス・マンリウス・ウルソ：紀元前149年のレガトゥス。ビテュニアのニコメデス2世を監視してアッタロス2世と戦争を起こさないために派遣された三人委員の一人。しかし元老院にプルシアス2世に対する口実がないという理由で呼び戻され、大カトーに足無し脳無しやる気無しの三馬鹿と茶化された[20]

### トルクァトゥス家

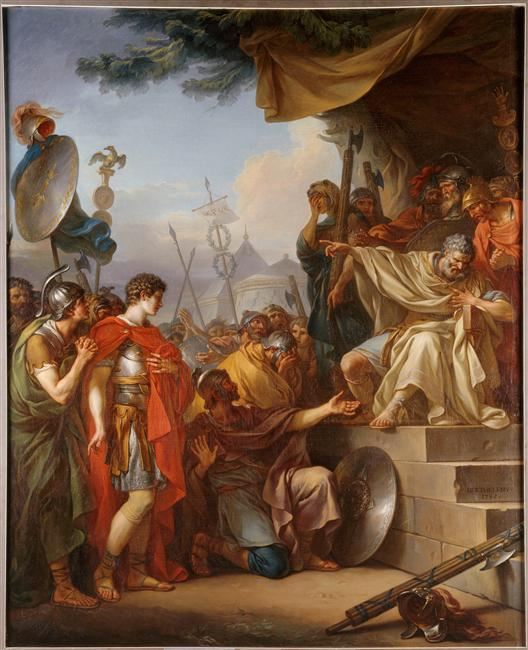
ジャン＝シモン・ベルテレミー画、『息子に死刑を宣告するマンリウス・トルクァトゥス』(1785年)

- グナエウス・マンリウス・カピトリヌス・インペリオスス：紀元前359年、357年の執政官[21]
  - ティトゥス・マンリウス・インペリオスス・トルクァトゥス：紀元前347年、344年、340年の執政官[22]
    - ティトゥス
      - ルキウス・マンリウス・トルクァトゥス、紀元前295年のレガトゥス[23]
      - ティトゥス・マンリウス・トルクァトゥス (紀元前299年の執政官)[24]
        - ティトゥス

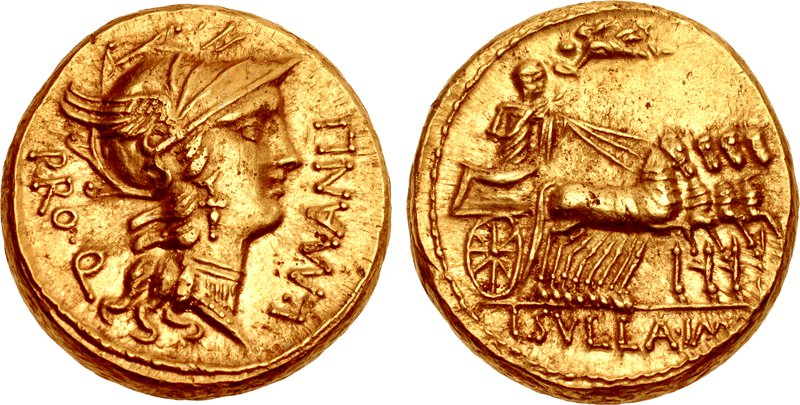
紀元前82年に鋳造されたアウレウス金貨。独裁官スッラと当時プロクァエストルとしてスッラ配下だったルキウス・マンリウス・トルクァトゥスが刻まれている

          - アウルス・マンリウス・トルクァトゥス・アッティクス：紀元前244年、241年の執政官[25]
          - ティトゥス
            - ティトゥス・マンリウス・トルクァトゥス：執政官（紀元前235年、紀元前224年）、監察官（紀元前231年）、独裁官（紀元前220年）[26]
              - アウルス
                - アウルス・マンリウス・トルクァトゥス：紀元前164年の執政官[27]
                - ティトゥス・マンリウス・トルクァトゥス：紀元前165年の執政官[28]
                  - デキムス・ユニウス・シラヌス・マンリアヌス：デキウス・シラヌスに養子入りした紀元前141年のマケドニア担当プラエトル。恐らくスコルディスキに敗れ、公金横領で告発される。実父である165年の執政官によって有罪とされ自決[29][30]
- （アウルス・）マンリウス（・トルクァトゥス）：紀元前136年のプラエトル。シキリア担当だが奴隷の反乱に敗れる[31]
- ルキウス・マンリウス・トルクァトゥス：紀元前94年頃のクァエストル。元老院の命令で硬貨を発行[32]
- ティトゥス・マンリウス・トルクァトゥス：紀元前78年の元老院議員。年老いて敬虔な資産家としてキケロ『名優クィントゥス・ロスキウス弁護』に登場[33]

- アウルス[34]
  - アウルス・マンリウス・トルクァトゥス：紀元前70年のアフリカ担当プラエトル[35]。紀元前67年にはポンペイウス配下のレガトゥスとして65年の執政官ルキウスと共にスペイン東岸の海賊討伐に参加[36]。厳格で名誉ある人物とされる[37]
- ルキウス
  - ルキウス・マンリウス・トルクァトゥス：紀元前65年の執政官[38]
- ルキウス・マンリウス・トルクァトゥス：紀元前49年のプラエトル[39]
- マンリウス・トルクァトゥス：紀元前43年のクァエストル。ガイウス・ウィビウス・パンサ・カエトロニアヌスの下フォルム・ガッロルムの戦いに参加。パンサの死後軍団の指揮権を預かりデキムス・ユニウス・ブルトゥス・アルビヌスに移譲する。パンサの毒殺を疑い医師を逮捕[40]
- アニキウス・マンリウス・トルクアトゥス・セウェリヌス・ボエティウス，6世紀の哲学者

### アキディヌス家
- ルキウス・マンリウス・アキディヌス (紀元前210年の法務官)[41]：その後もスペインでハスドルバルと戦う
  - ルキウス・マンリウス・アキディヌス・フルウィアヌス：紀元前179年の執政官[42]
    - ルキウス・マンリウス・アキディヌス：紀元前168年の首都クァエストル。プテオリに上陸したマシニッサの子マスガバを国費でローマへ送り届ける[43]

### セルギアヌス家
- クィントゥス

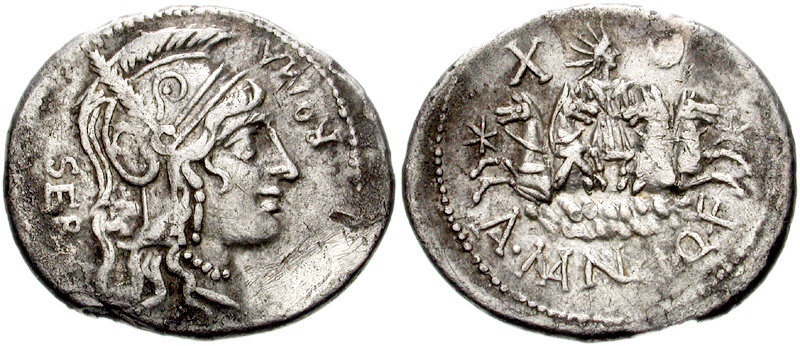
アウルス・マンリウス・セルギアヌスによって紀元前110年前後に鋳造されたデナリウス銀貨

  - アウルス・マンリウス・セルギアヌス：紀元前100年頃の貨幣鋳造三人委員[44]
- ティトゥス
  - ティトゥス・マンリウス・セルギアヌス：恐らく紀元前42年頃のレガトゥス。彼の名を刻んだアス (青銅貨)が見つかっていることからアウグストゥス配下だった可能性がある[45]

### その他
- ガイウス・マンリウス：紀元前379年の執政武官[9]
- アウルス・マンリウス：紀元前208年のトリブヌス・ミリトゥム。マルクス・クラウディウス・マルケッルスの下で働くも処刑[46]
- ティトゥス・マンリウス：紀元前164年のレガトゥス。ユダ・マカバイとアンティオコス4世エピファネスの将軍リュシアスとの合意を承認する手紙をユダヤ人に届ける[27]
- アウルス・マンリウス：紀元前107年のレガトゥス。ガイウス・マリウスの下でユグルタ戦争に従軍。軍事基地ラルスを掌握してカプサへの行軍を支援[47]。後ボックス1世との交渉も担当[48]
- ルキウス・マンリウス：紀元前79年のガリア・トランサルピナ担当プラエトル。セルトリウス戦争で窮地に陥っていたヒスパニア・ウルテリオル担当プロコンスルクィントゥス・カエキリウス・メテッルス・ピウスを救援に向かうが敗北[49]
- グナエウス・マンリウス：紀元前72年のプラエトル。ガリア・キサルピナ担当プロコンスルガイウス・カッシウス・ロンギヌス・ウァルスと共にスパルタクスとムティナで戦うも敗れる[50]

## プレブス系
- ティトゥス・マンリウス・マンキヌス：紀元前107年の護民官。ユグルタ戦争における指揮権をマリウスに与える法案を提出。恐らく帰国後のカエキリウス・メテッルスを告発[51]
- クィントゥス・マンリウス：紀元前77年の植民三人委員。キケロ『アウルス・クルエンティウス弁護』『ウェッレス弾劾演説』などに登場[52]
- マンリウス：紀元前72年頃、クィントゥス・セルトリウス配下の士官[53]
- マンリウス・プリスクス：紀元前65年のレガトゥス。グナエウス・ポンペイウスの下第三次ミトリダテス戦争を戦う[54]
- マンリウス・レンティヌス：紀元前62年のレガトゥス。ガリア・トランサルピナ担当プロプラエトルガイウス・ポンプティヌスの下ヴァレンティアを攻撃するなどアッロブロゲス族と戦う[55]